# American Gigolo (série télévisée)
Pour les articles homonymes, voir Gigolo.
Production
Diffusion
American Gigolo est une série télévisée américaine en huit épisodes d'environ 50 minutes créée par David Hollander et diffusée entre le 11 septembre 2022 et le 30 octobre 2022 sur Showtime. Il s'agit d'une adaptation du film éponyme de Paul Schrader sorti en 1980. Jon Bernthal y reprend le rôle de Julian Kaye, tenu par Richard Gere dans le film.
En France, elle est disponible à la demande depuis le 1er décembre 2022 sur Paramount+.

## Synopsis
Julian Kaye vient enfin d'être disculpé, 15 ans après avoir été arrêté pour meurtre. À sa sortie de prison, Julian va tout tenter pour trouver sa place dans l'industrie moderne du sexe et de la prostitution masculine à Los Angeles. De plus, il cherche la vérité sur l'homme puissant qui l'a envoyé en prison. Julian va également tout faire pour renouer avec son seul véritable amour, Michelle.

## Distribution

### Acteurs principaux
- Jon Bernthal (VF : Jérôme Pauwels) : Julian « Johnny » Kaye
  - Gabriel LaBelle (VF : Oscar Douieb) : Julian « Johnny » Kaye, jeune / Colin Stratton (VF : Jonathan Gimbord)
- Gretchen Mol (VF : Barbara Beretta) : Michelle Stratton
- Lizzie Brocheré (VF : elle-même) : Isabelle
  - Harlow Happy Hexum (VF : Stéphanie Le Touzic) : Isabelle, jeune
- Leland Orser (VF : Pierre Tessier) : Richard Stratton
- Rosie O'Donnell (VF : Vanina Pradier) : l'inspectrice Joan Sunday

### Récurrents
- Wayne Brady (VF : Mohad Sanou) : Lorenzo
- Alex Fernandez (en) (VF : Frédéric Popovic) : Panish
- Laura Liguori (VF : Elsa Davoine) : Elizabeth Shannonhouse
- Sandrine Holt (VF : Pamela Ravassard) : Olga Desnain
- François Chau (VF : Marc Perez) : Don Clyborne
- Yolonda Ross (VF : Aurélie Konaté) : Lizzy
- Jay Washington : Luther

 Source et légende : version française (VF) sur RS Doublage et Doublage Séries Database

## Production

### Genèse et développement
Une adaptation télévisée du film American Gigolo de Paul Schrader est évoquée dès 2014. Jerry Bruckheimer, producteur du film, est annoncé sur le projet avec la participation de Paramount Television Studios. En novembre 2016, il est annoncé que la série est validée par Showtime, avec Neil LaBute au scénario. La série est officiellement lancée avec la réalisation d'un pilote en mars 2020. Après de multiples modifications, David Hollander (en) est engagé pour produire la série ainsi que pour écrire et mettre en scène le pilote.
En juin 2021, il est révélé que Showtime a commandé dix épisodes, dont David Hollander sera le show runner,. En avril 2022, David Hollander quitte le projet pour une mauvaise conduite sur le plateau.
La série est diffusée sur Showtime dès le 11 septembre.
Le 30 janvier 2023, la série est annulée.

### Distribution des rôles
Après l'annonce de la production d'un épisode-pilote, Jon Bernthal est annoncé dans le rôle principal en mars 2020. En novembre 2020, Gretchen Mol est confirmée dans un rôle majeur, suivie par Rosie O'Donnell le mois suivant. Lizzie Brocheré, Wayne Brady, Gabriel LaBelle ou encore Leland Orser rejoignent la distribution en janvier 2021,,.

### Tournage
Le tournage débute le 12 juillet 2021 à Los Angeles. Le 27 avril 2022, il est révélé que la production a été stoppée en raison de l’éviction du showrunner David Hollander pour mauvaise conduite et de l’indisponibilité d'un acteur. En mai 2022, un nouvel arrêt a cette fois lieu à la suite du départ de David Bar Katz.

## Épisodes
1. Pilot
2. Pretty Baby
3. Rapture
4. Nothing is Real But the Girl
5. The Escape Wheel
6. Sunday Girl
7. Atomic
8. East of Eden